# عمر إسبينوزا
عمر إسبينوزا (بالإنجليزية: Omar Espinosa)‏ هو موسيقي وعازف قيثارة ومنتج أسطوانات أمريكي، ولد في 7 أغسطس 1984.